# Garde de l'État du Missouri
La Garde de l'État du Missouri est une milice de la Confédération organisée dans l'État du Missouri durant les premiers jours de la guerre de Sécession. Active entre le 11 mai 1861 et 1865, elle comprend entre 22 000 et 28 000 miliciens. 